# خرزهره بلندبوم
خرزهره بلندبوم (نام علمی: Rhododendron lapponicum)، گل سرخ بلندبوم، یک گونه خرزهره هندی کوتوله است که در مناطق زیرقطبی آمریکای شمالی، اروپا و آسیا یافت می‌شود، جایی که در ارتفاعات مختلف از سطح دریا تا ۱٬۹۰۰ متر (۶٬۲۰۰ فوت) رشد می‌کند. این درختچه همیشه‌سبز سجده‌دار است که تا ۲۰–۴۵ سانتیمتر (۷٫۹–۱۷٫۷ اینچ) ارتفاع رشد می‌کند، با برگ‌های بیضوی مستطیلی یا بیضی-بیضوی تا مستطیلی- بیضی شکل، ۰٫۴–۱٫۵ در ۰٫۲–۰٫۵ سانتی‌متر در اندازه. گل‌ها مایل به قرمز یا بنفش هستند.
برخلاف تلاش‌های متعدد، کشت این گونه کوتوله دشوار بوده است، احتمالاً به این دلیل که برای بخشی از سال به شرایط بسیار خنک، نمناکی و پوشش برفی نیاز دارد.